# Nicola Spinosa
Nicola Spinosa (* 1943 in Neapel) ist ein italienischer Kunsthistoriker.

## Leben
Nicola Spinosa wurde 1943 in Neapel geboren. Sein Studium schloss er 1965 an der Fakultät Lettere e Filosofia (Literatur und Philosophie) der Universität Neapel ab. Von 1973 bis 1977 war er Professor für die Geschichte der Miniatur- und Kleinkunst an der Universität Kalabrien und später Professor für Museologie und Sammlungsgeschichte im Studiengang Konservierung von Kulturgut an der Università degli Studi Suor Orsola Benincasa. 1984 wurde er zum Superintendenten für das künstlerische und historische Erbe Kampaniens ernannt. Es folgte eine Position in der Soprintendenza Speciale für die neapolitanischen Museen. In dieser Funktion leitete er bis zu sieben neapolitanische Museen im Stadtgebiet und Umland und war er für zahlreiche Ausstellungen in Neapel und Spanien zuständig.
Neben persönlichen Beiträgen in den wissenschaftlichen Ausstellungskatalogen hat er auch zahlreiche Bücher mit Schwerpunkt neapolitanische Kunst publiziert.
In Zusammenarbeit mit den Beamten der Soprintendenza beaufsichtigte er unter anderem die Restaurierung des Bogens von Alfons von Aragon in Castel Nuovo, die Fresken von Domenichino und Giovanni Lanfranco in der Capella del Tesoro di San Gennaro der Kathedrale von Neapel, die Marmorarbeiten der Cappella Caracciolo di Vico in der Kirche San Giovanni a Carbonara. Im Museum von Capodimonte begann er mit einer Neuorganisation der historischen Sammlung. 1995 wurden die neuen Säle des „piano nobile“ eingeweiht, welche die Farnese-Sammlung, die orientalische und mittelalterlichen Sammlungen von Stefano Borgia und die bourbonischen Sammlungen für die Einrichtung der Königlichen Appartements beherbergen. 1996 erfolgte die Eröffnung der neuen Räume für zeitgenössische Kunst im 3. Stock und danach der Räume im 2. Stock, in welchen Gemälde und Skulpturen zur Kunstgeschichte Neapels aufgestellt sind.
Im Museo della Certosa di San Martino wurden im Frühjahr 1997 alle Ausstellungsräume mit einer neuen Einrichtung eingeweiht und im Herbst 1999 die neuen Ausstellungsräume für die Sammlungen des 19. Jahrhunderts und des alten restaurierten Refektoriums.